# Бугорки (Тюменская область)

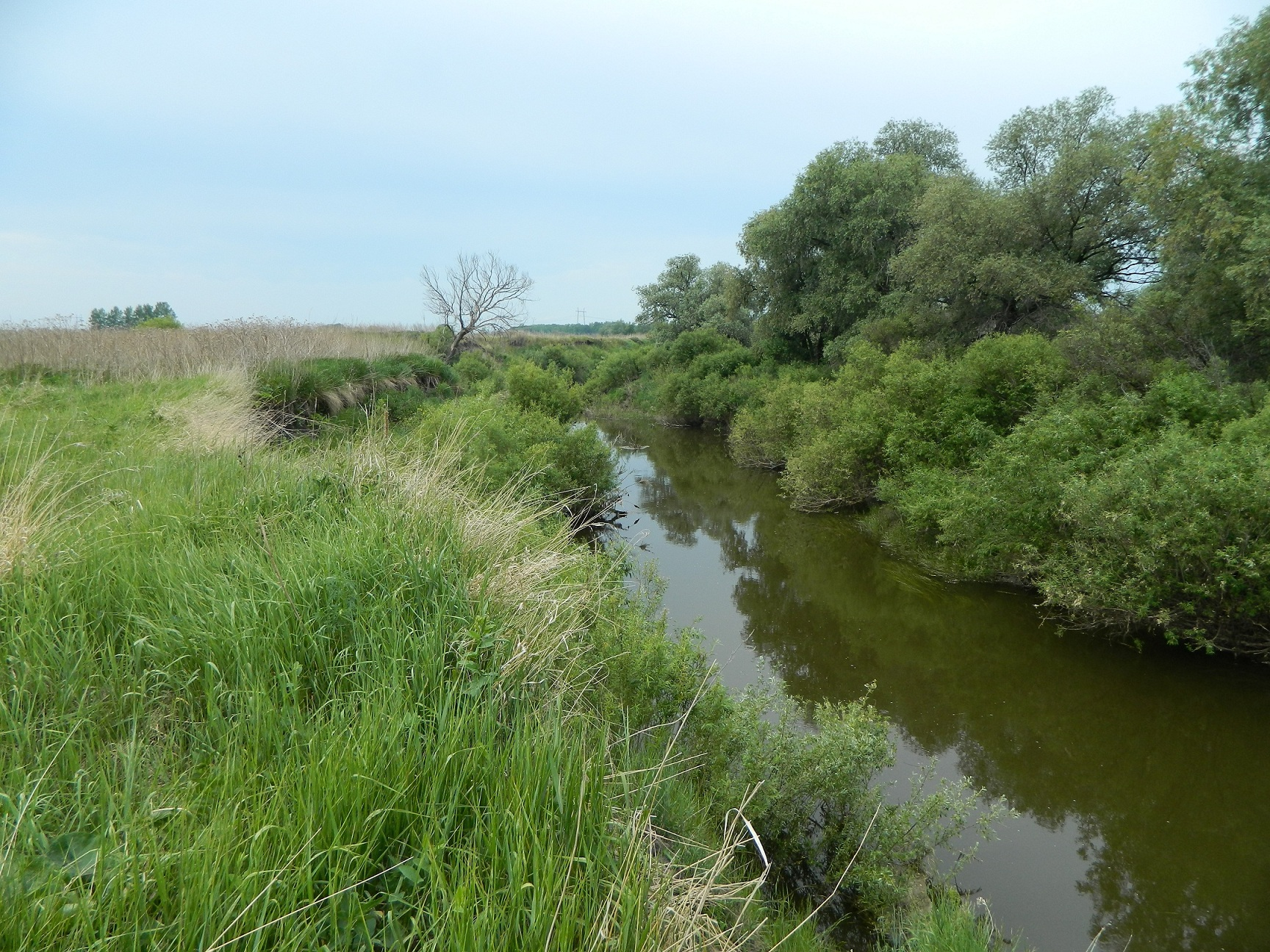
Здесь на крутом берегу р. Емуртла 220 лет стояла д. Бугорки. Фото 2012 г.

Бугорки — упраздненная деревня в Упоровском районе Тюменской области. Располагалась в 500 метрах западнее деревни Осеева на крутом левом берегу реки Емуртла, на небольшом бугре, за что и получила название Бугорки. Входила в состав Буньковского сельского совета.

## История
Деревня Бугорки впервые упоминается в метрической книге Прокопьевской церкви села Коркино в 1770 г.
Братья Коркины Василий Максимович (1726—1798) и Иван Максимович (1742—1817) основали деревню, переехав из деревни Лесковой. Вначале называлась «Коркино», с 1860-х годов выселки Бугорки. В 1782 году в 3-х дворах жили Коркины, 37 человек. В 1834 году в 8-ми дворах, 90 человек: Коркины −77 ч., Шестаковы-13 ч. В 1851 году в 10 дворах, 102 человека: Коркины-82 ч., Макаровы-8 ч. Шестаковы-12 ч.
- Деревня относилась к приходу церкви Богородице-Казанской села Коркино, расстояние до церкви 15 верст.[2]
- В 1920-40-е годы в деревне было два двухэтажных дома, две ветряные мельницы.[2]
- Последним деревню покинул Коркин Федор Михайлович в 1990 году. Простояла она 220 лет.[2]
- 26 мая 2012 года на месте деревни была открыта памятная стела.[2]

## Население
| 1782 | 1816 | 1834 | 1851 | 1897 | 1990 |
| ---- | ---- | ---- | ---- | ---- | ---- |
| 37   | 68   | 90   | 102  | 122  | 1    |